# Carex umbrosa
Carex umbrosa är en halvgräsart som beskrevs av Nicolaus Thomas Host. Carex umbrosa ingår i släktet starrar, och familjen halvgräs.

## Underarter
Arten delas in i följande underarter:
- C. u. huetiana
- C. u. pseudosabynensis
- C. u. sabynensis
- C. u. umbrosa

## Bildgalleri

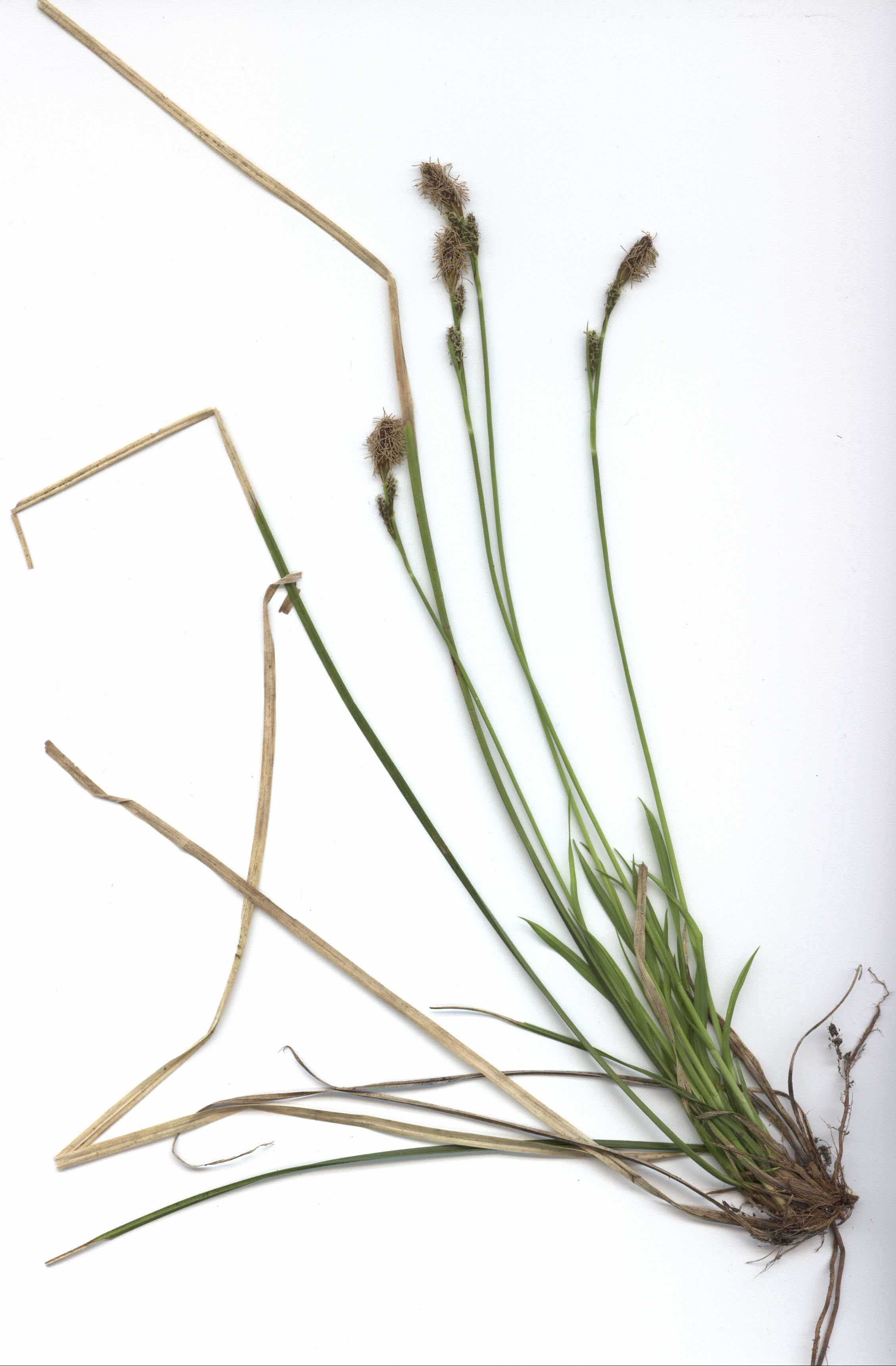
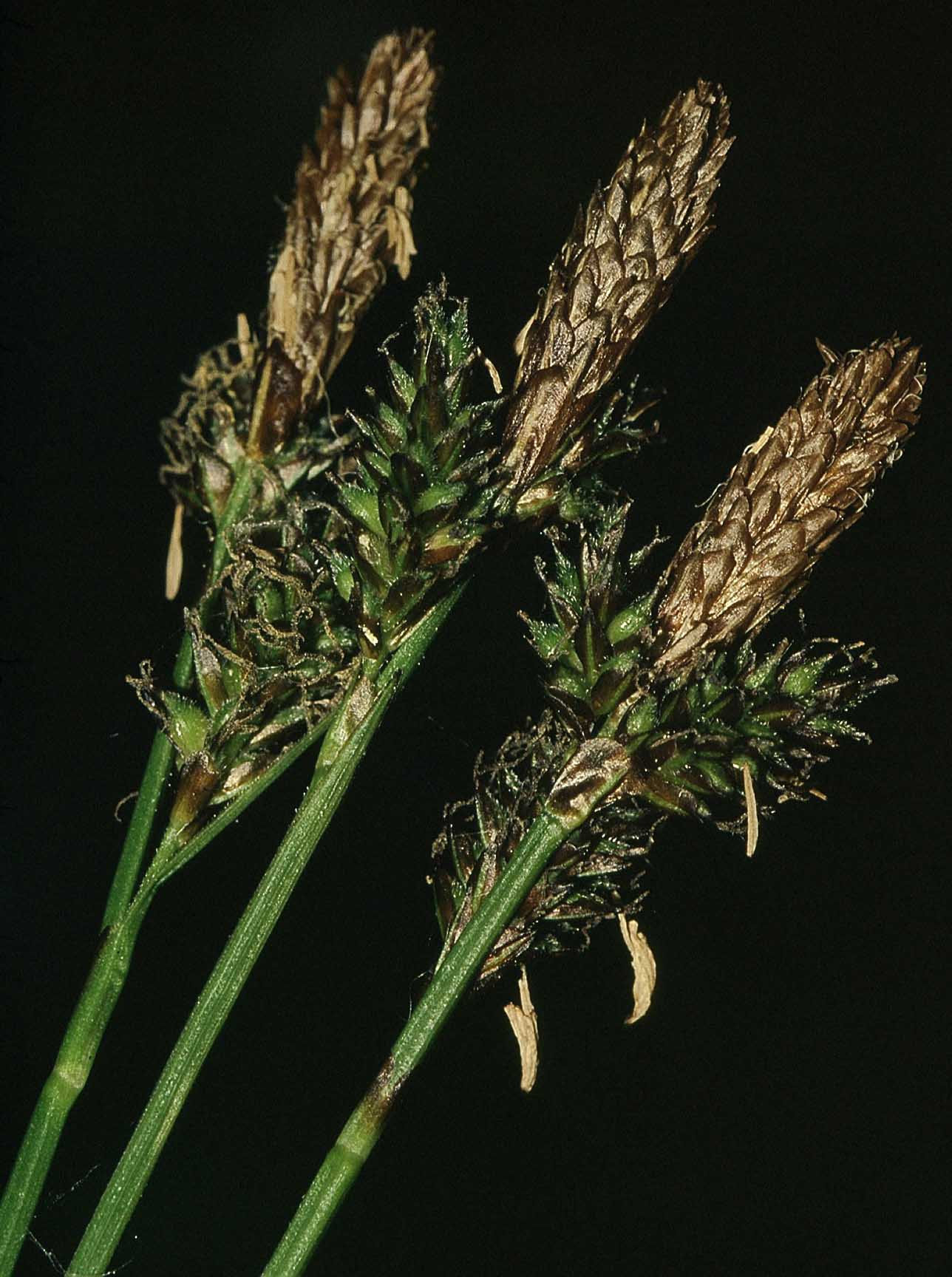
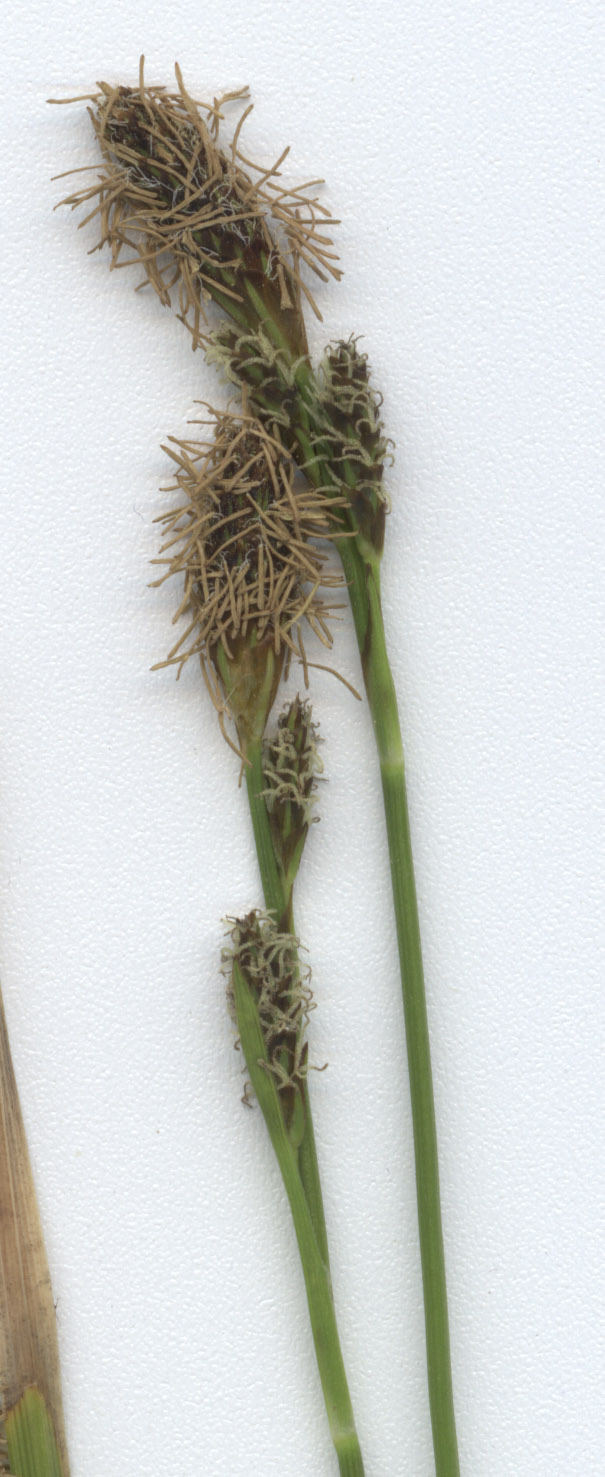
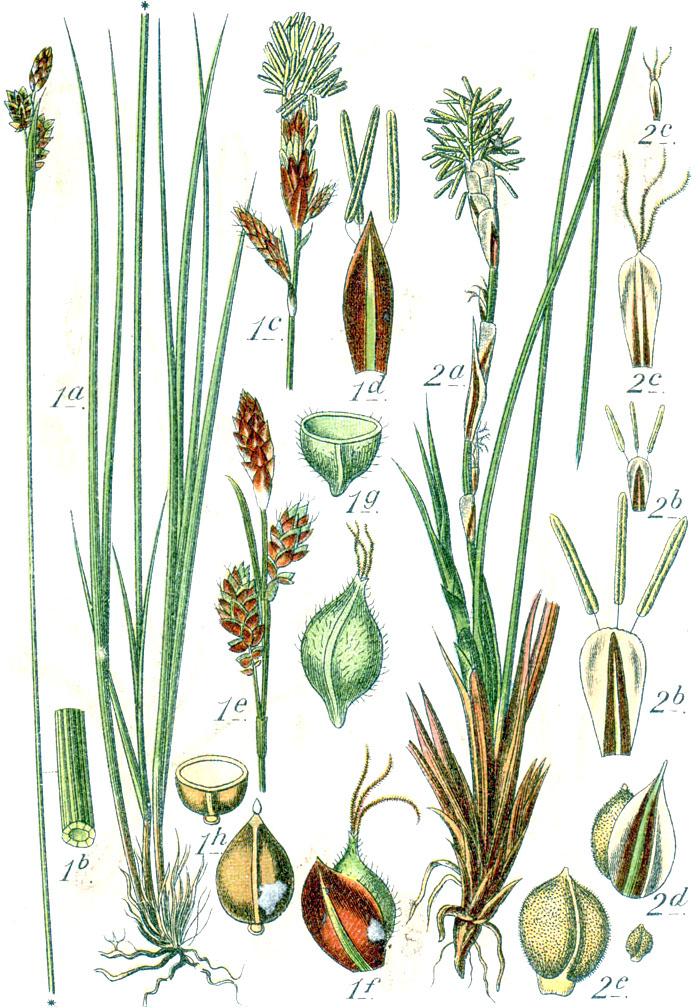